# Cantone di Borgo
Il Cantone di Borgo è una divisione amministrativa dell'arrondissement di Bastia.
A seguito della riforma approvata con decreto del 26 febbraio 2014, che ha avuto attuazione dopo le elezioni dipartimentali del 2015, è passato da 4 a 3 comuni.
I 4 comuni facenti parte prima della riforma del 2014 erano:
- Biguglia
- Borgo
- Lucciana
- Vignale

Dal 2015 i comuni appartenenti al cantone sono i seguenti 3:
- Borgo
- Lucciana
- Vignale